# Vaisseaux spatiaux auto-réplicateurs
 (octobre 2024).
Si vous disposez d'ouvrages ou d'articles de référence ou si vous connaissez des sites web de qualité traitant du thème abordé ici, merci de compléter l'article en donnant les références utiles à sa vérifiabilité et en les liant à la section « Notes et références ».
Les vaisseaux spatiaux auto-réplicateurs, souvent appelés sondes de von Neumann, sont des sondes imaginées par le mathématicien John von Neumann avec le pouvoir de se reproduire dans l'espace en utilisant les ressources trouvées sur les astéroïdes ou les lunes, ainsi susceptibles d'une exploration et une exploitation extensive de l'univers. Ce concept s'inspire du comportement des organismes vivants et de leur capacité à se reproduire en fonction des milieux.

## Théorie et principes
L'idée centrale des sondes de von Neumann est qu'elles pourraient être envoyées vers des systèmes planétaires voisins, où elles utiliseraient les matériaux disponibles pour créer des répliques d'elles-mêmes. Ces répliques seraient ensuite envoyées vers d'autres systèmes stellaires, permettant ainsi une exploration exponentielle de la galaxie. La sonde originale pourrait alors se concentrer sur sa mission principale, comme l'exploration ou l'exploitation de ressources spécifiques. Cette capacité de reproduction et d'exploration autonome a conduit certains à comparer ces sondes à des formes de vie artificielle, pouvant même développer une sorte d'intelligence artificielle évolutive.

## Paradoxe de Fermi et débat
Les sondes de von Neumann sont également liées au paradoxe de Fermi, qui questionne l'absence de preuves de civilisations extraterrestres. En 1981, Frank Tipler soutient que si de telles civilisations existaient, leurs sondes auraient déjà colonisé la galaxie, et leur absence, observable, suggérerait donc que ces civilisations n'existent pas. Cependant, Carl Sagan et William I. Newman contestent cette conclusion, en suggérant que des sondes régulées ou non observables pourraient expliquer cette absence, tout en évitant une prolifération incontrôlée.

## Variantes et applications
Plusieurs variantes de sondes auto-réplicatrices ont été proposées. Parmi elles, les « Berserkers » sont des sondes programmées pour détruire toute forme de vie qu'elles rencontrent, inspirées de la série de romans du même nom par Fred Saberhagen. D'autres concepts incluent les vaisseaux semeurs, qui pourraient implanter la vie sur des exoplanètes en utilisant des informations génétiques stockées ou des nanotechnologies pour créer des organismes vivants à partir de matériaux locaux. Ces vaisseaux pourraient ainsi préparer des planètes pour une future colonisation par des civilisations avancées.

## Défis et considérations
La création de sondes auto-réplicatrices pose des défis théoriques et pratiques importants, notamment le risque de réplication incontrôlée, pouvant mener à des scénarios catastrophiques, comme une forme de cancer technologique. Pour éviter cela, plusieurs stratégies ont été proposées, telles que des protocoles de régulation ou l'utilisation de ressources limitées comme le plutonium pour restreindre la capacité de reproduction des sondes. Ces considérations soulignent l'importance d'une conception éthique et prudente pour tout projet futur de sondes auto-réplicatrices.

## Dans la culture
Ce concept a été exploré dans la trilogie de romans Spin de Robert Charles Wilson, bien qu'il n'y soit pas nommé explicitement.
Ce concept a aussi été utilisé dans la trilogie Nous sommes Bob de Dennis E. Taylor. Les sondes de von Neumann y sont utilisées comme vaisseaux spatiaux pour des personnages qui n’existent plus que virtuellement, dans l’ordinateur de bord de l’appareil, réfléchissant et s’adaptant en permanence, à la manière d’une intelligence artificielle actuelle.
Ce concept est aussi abordé dans le livre Fragile /s  de Nicolas Martin.
Dans ce roman, des enfants aux capacités intellectuelles et de communication hors normes seraient en réalité des clones hybridés de sondes de von Neumann